# Ferdinand Bürger
Ferdinand Bürger (* 30. Januar 1804 in Stuttgart; † 2. September 1870 in Baden-Baden) war ein deutscher Politiker.

## Leben

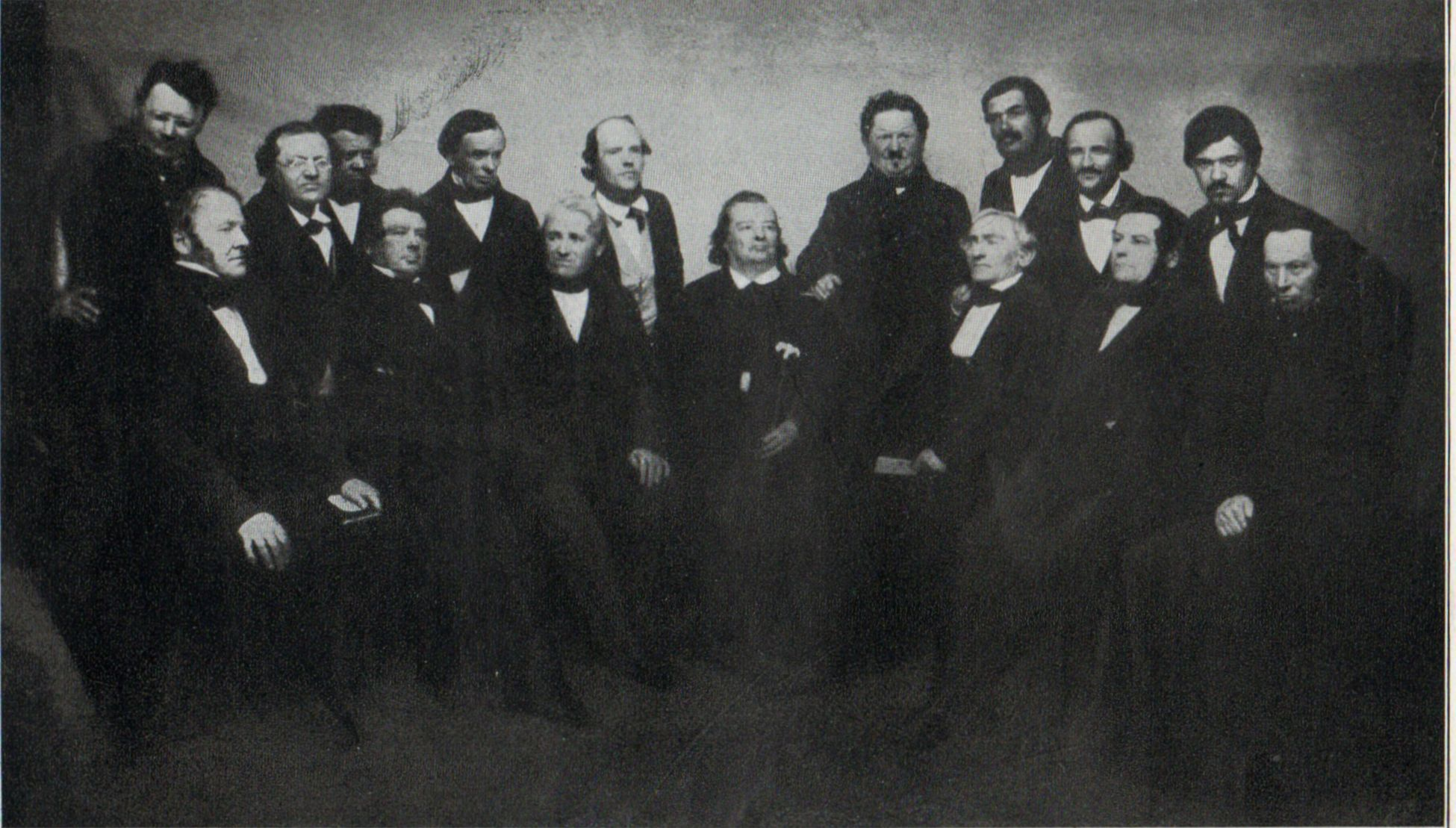
Gruppenbild der Gräßle-Gesellschaft von 1855. Untere Reihe: 2. v. rechts: Oberamtmann Ferdinand Bürger

Als Sohn eines Rechnungsrates geboren, studierte Bürger nach dem Besuch des Stuttgarter Gymnasiums und einer Ausbildung zum Schreiber Kameralwissenschaften in Tübingen. Dort wurde er 1821 Mitglied im burschenschaftlichen Burschenverein.  Nach seinem Abschluss ging er 1826 als Praktikant ins Oberamt Calw, wo er 1827 nach bestandener Dienstprüfung provisorischer Aktuar wurde. 1828 wurde er Aktuar in Marbach, 1838 Sekretär bei der Regierung des Schwarzwaldkreises in Reutlingen. 1839 wurde er provisorischer, dann ab 1840 definitiver Oberamtmann beim Oberamt Aalen. 1852 ging er in gleicher Position zum Oberamt Weinsberg.
Er war Mitglied der Gräßle-Gesellschaft.